# Ivan al III-lea al Rusiei
Ivan al III-lea cel Mare (în rusă Иван III Васильевич; n. 22 ianuarie 1440, Moscova, Cnezatul Moscovei – d. 27 octombrie 1505, Moscova, Cnezatul Moscovei) a fost din 1462 până în 1503 suveran a întregii Rusii.
Este menționat în documente din anul 1450 ca mare cneaz, coregent al tatălui său. A fost un om de stat remarcabil, cu aptitudini politice și diplomatice ieșite din comun. În timpul cârmuirii acestuia s-a definitivat formarea nucleului teritorial al statului Rus centralizat, fiind alipite statului Rus cnezatele Iaroslavl (1463), Rostov (1474), Republica feudală Novgorod (1478), Marele cnezat Tver, precum și pământurile Veatcăi (1489) și o mare parte a pământurilor Riazan. Rusia și-a amplificat influența asupra Pskovului și asupra marelui cnezat Riazan. După războaiele din anii 1487-1494 și 1500-1503 cu marele cnezat Lituanian, Ivan al III-lea a alipit către Moscova o serie de pământuri slave de la est de Moscova: Сernigov, Novgorod-Severskii, Gomel, Briansk și altele. După războiul din 1501-1503 ordinul livonian a fost supus plății unui bir pentru orașul Iuriev. În anii 1460-1480 Ivan al III-lea a luptat cu succes împotriva hanatului Kazan, care a trecut sub influența crescândă politică a Rusiei. În timpul guvernării lui Ivan al III-lea începe să se formeze aparatul puterii centrale, prin Ordine și a fost alcătuit codul judiciar Sudebnik 1497. Pătura nobiliară (dvorenii) a căpătat o importanță politică tot mai mare. Ivan al III-lea a luptat cu separatismul cnejilor locali, inclusiv cu cel al fraților săi Boris Voloțkii  și Andrei cel Mare  în anii 1480-1490, limitând considerabil drepturile suverane ale acestora. Către sfârșitul cârmuirii lui Ivan al III-lea, au fost lichidate multe cnezate locale mici (udeluri). Una dintre realizările cele mai importante ale domniei lui Ivan al III-lea a fost scuturarea jugului tătaro-mongol. Sub influența maselor populare Ivan a fost nevoit să organizeze apărarea sigură contra invaziilor lui Ahmat (Apărarea de la Ugor 1480 ). În timpul guvernării lui Ivan al III-lea a sporit considerabil autoritatea internațională a statului rus, au fost stabilite relații diplomatice cu Papa de la Roma, Imperiul german, Ungaria, Moldova, Turcia, Iranul, Crimeea. În timpul lui Ivan al III-lea s-a profilat pe deplin titlul de cneaz al „întregii Rusii” (în unele documente, este numit chiar „Țar”). Soția lui Ivan cel Tânăr, fiul lui Ivan al III-lea, a fost Elena, fiica domnului Moldovei, Ștefan cel Mare(1457-1504). Cea de a doua soție a fost Zoe (Sofia) Paleolog, descendentă din ultimul împărat bizantin. În anii guvernării lui Ivan al III-lea s-au realizat construcții imense la Moscova (Kremlinul și Palatul de Granit), Kolomna, Tula și Ivangorod.